# Папуа Нова Гвинеја на Светском првенству у атлетици у дворани 2016.
Папуа Нова Гвинеја је десети пут учествовала на Светском првенству у атлетици у дворани 2016. одржаном у Портланду од 17. до 20. марта. Репрезентацију Папуе Нове Гвинеје представљала је један такмичар која се такмичио у трци на 400 м.,
На овом првенству такмичар Папуе Нове Гвинеје није освојио ниједну медаљу али је оборио лични рекорд.

## Учесници
Мушкарци:
- Мовен Боино — 400 м

## Резултати

### Мушкарци
| Атлетичар   | Дисциплина | Лични рекорд | Квалификација | Квалификација | Полуфинале           | Полуфинале           | Финале               | Финале       | Детаљи |
| Атлетичар   | Дисциплина | Лични рекорд | Резултат      | Место         | Резултат             | Место                | Резултат             | Место        | Детаљи |
| ----------- | ---------- | ------------ | ------------- | ------------- | -------------------- | -------------------- | -------------------- | ------------ | ------ |
| Мовен Боино | 400 м      |              | 49,81 ЛР      | 5. у гр. 5    | Није се квалификовао | Није се квалификовао | Није се квалификовао | 25 / 26 (30) |        |